# セルフリッジズ

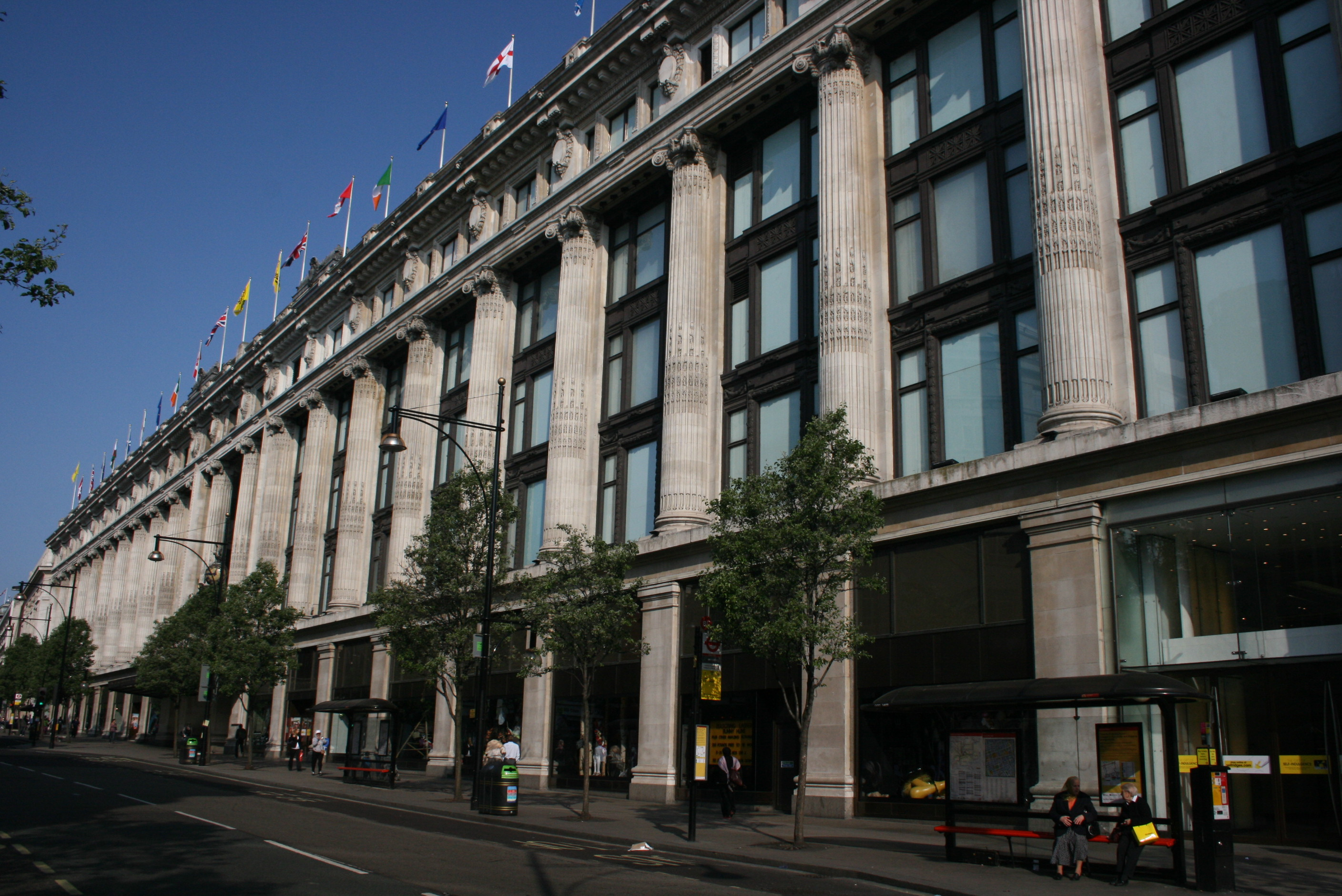
ロンドンにある旗艦店のオックスフォード・ストリート・ストア

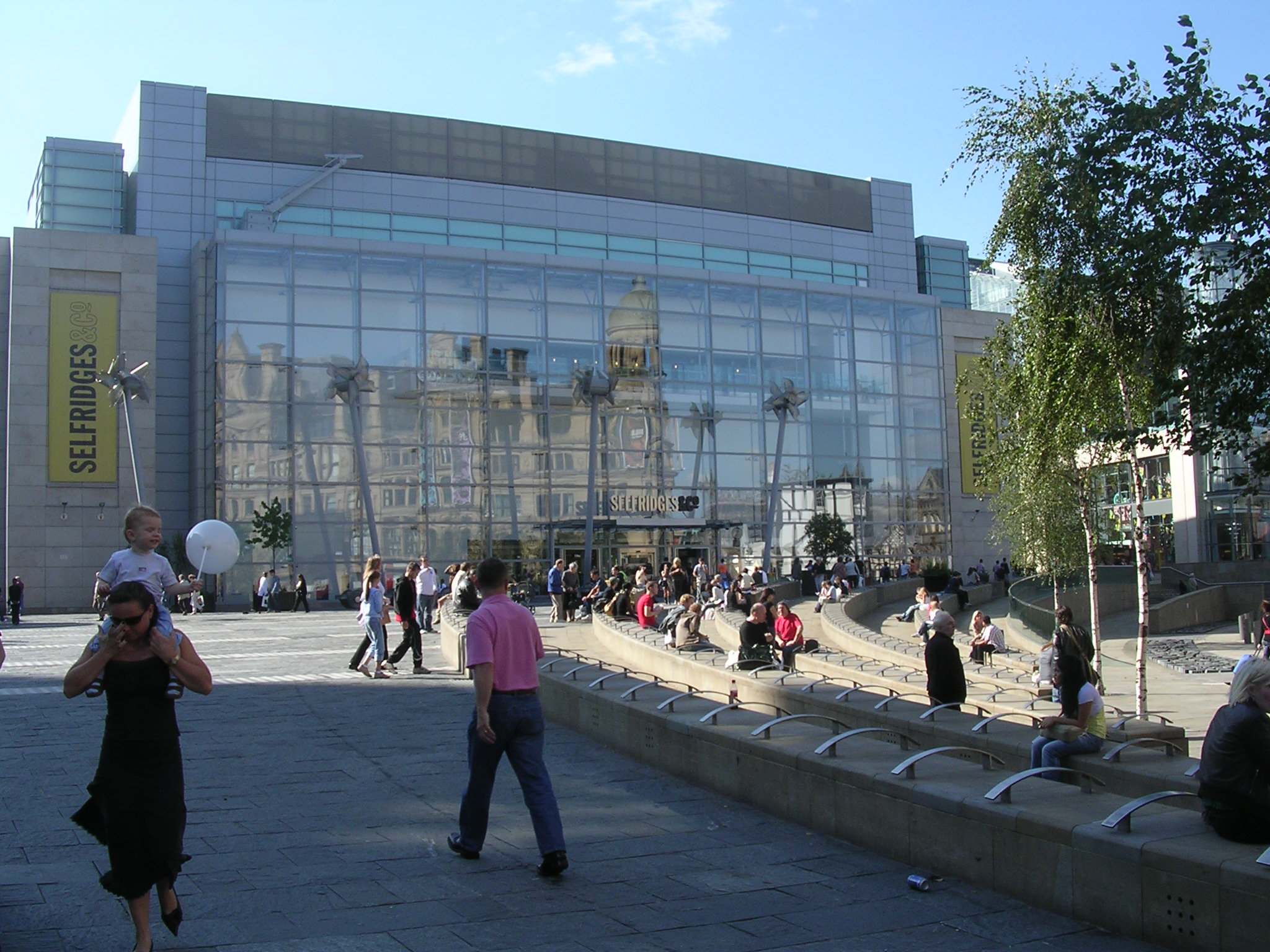
マンチェスターのエクスチェンジ・スクエア店

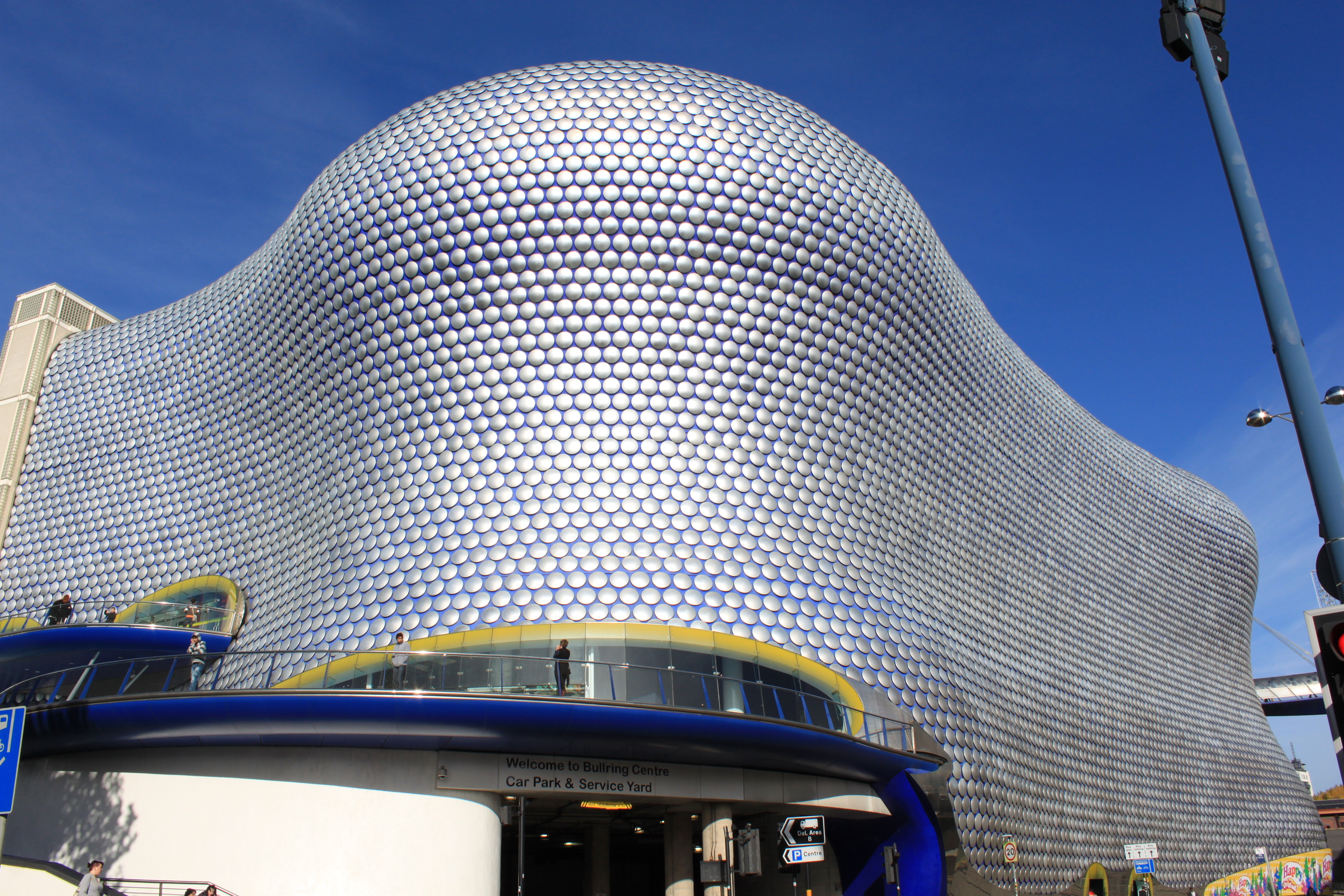
バーミンガムの店舗

セルフリッジズ (Selfridges) はイギリスの高級百貨店チェーン。創業者はハリー・ゴードン・セルフリッジ。ロンドンのオックスフォード・ストリートにある旗艦店は1909年3月15日に開業し、ハロッズに次いで英国で2番目に大きな店舗である。

## 沿革
1909年、ゴードン・セルフリッジがボンド・ストリートに開業。1950年代にライバル百貨店のルイス百貨店に買収された。その後、1990年までは、ルイス百貨店（2010年に閉店）で知られたリバプールのルイス・リテール・グループの傘下にあった。2003年にガレン・ウェストンによって買収され、百貨店もウェストン家が所有している。この間、グレーター・マンチェスターのトラフォード（1998年）、マンチェスター市内中心部のエクスチェンジ・スクエア（2002年）、バーミンガムのブル・リング（2003年）に3店舗が新規開業した。

## 建築
セルフリッジ百貨店は建築としても優れており、観光客の行先としても人気である。ロンドンの店舗は自身の地元シカゴの百貨店マーシャル・フィールドを手がけたことでも知られるダニエル・バーナムの設計による。ロンドンの建物はいくつかの段階に分けて建設され、最初の段階ではデューク・ストリートの角の9本と半分の柱間のみで構成されていた屋上に巨大なタワーを建立する計画案があったが、実行には移されなかった。また装飾の細部を担当したアメリカの建築家フランシス・スウェイルズの他、ロバート・フランク・アトキンソンとトマス・スミス・テイトも店舗建築の設計に携わっていた。オックスフォード・ストリート店の入口の上に置かれた特徴的な多色の彫像はイギリスの彫刻家ギルバート・ベイズの作である。セルフリッジのロンドン店は2010年には世界最高の百貨店に選ばれた。
トラフォード店は石材に大理石を使用していることとロンドン店に著しく似通った外装に特徴がある。マンチェスター中心部にあるエクスチェンジ・スクエア店は5階建てだが、フロア毎に設計者を変えており、見た目や雰囲気がそれぞれ異なる。2009年12月、セルフリッジズの幹部は総額4000万ポンドを投じてセルフリッジズに関係するイコン的な外観へと改装を実施する予定であると発表した。さらに、夜間に建物の外装を照らすLED照明を使用したアートの導入も計画していることを発表した。バーミンガム店は建築設計事務所フューチャー・システムが設計を手がけ、その外装はインターナショナル・クライン・ブルーの色の下地にアルミニウム製の円盤で覆われている。2003年の開業以来、バーミンガム店は毎年、イギリスの産業雑誌リテール・ウィークに"訪れるべき100の店舗のうちの一つ"として取り上げられている。

## 垂れ幕（ウィンドウ）

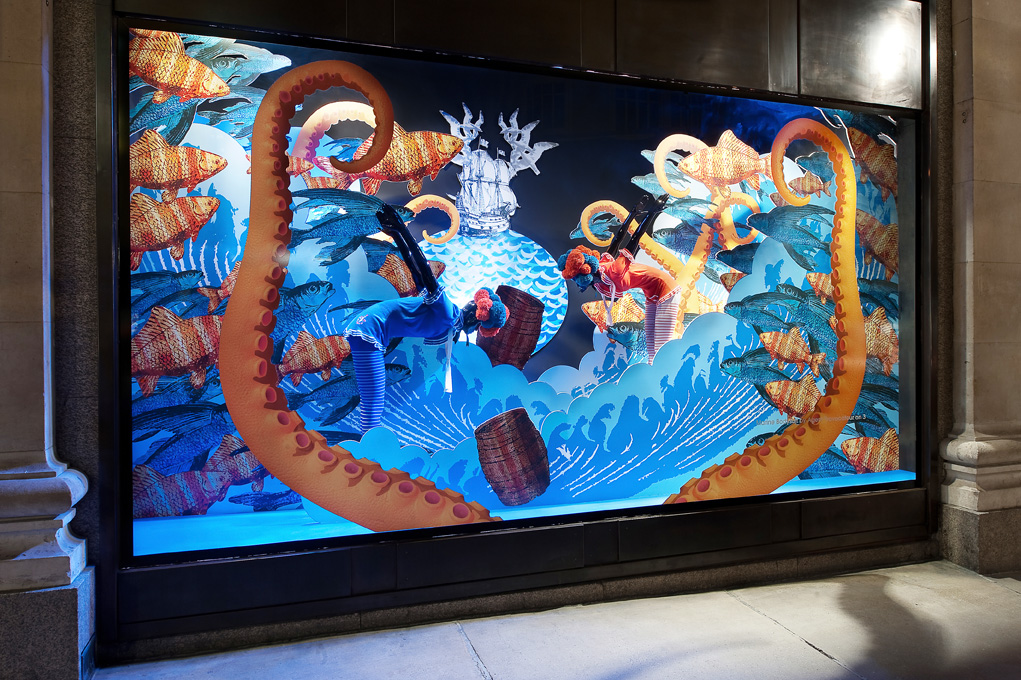
セルフリッジズ・ウィンドウ

"セルフリッジズ・ウィンドウズ"は同社ブランドの異名にまでなり、英国内では社名やオックスフォード・ストリートの地名と同等またはある程度の知名度を持つようになった。セルフリッジズはこの垂れ幕のデザインにかけては大胆なアートで先導してきた歴史がある。店舗の建物が修復を受けている間、工事用の足場はサム・テイラー・ウッドの撮影によるエルトン・ジョンのような大物スターの写真で覆い隠された。セルフリッジズの垂れ幕は常に観光客やデザイナー、流行のデザイン、スタイル、ファッション等に敏感なファッショニスタたちを魅了してきた。2002年からはこの写真は地元ロンドンの写真家アンドリュー・メレディスによって撮影され、ヴォーグ、ドゥエル、アイコン、フレーム・マガジン、クリエイティブ・レビュー、ハンガリアン・スタイラス・マガジン、デザイン・ウィーク、ハーパーズ バザー、ニューヨーク・タイムズ、WGSN等の雑誌・新聞に掲載されたり、世界中の多くのメディアで取り上げられたりするようになった。